# 데보라 포맨
데보라 포맨(Deborah Foreman, 1962년 10월 12일 ~ )은 미국의 배우, 텔레비전 배우, 영화배우이다.
몬테벨로에서 태어났으며 로스앤젤레스군에서 사망하였다.

## 영화
- LA 환상특급 (1991년)
- 뱀파이어의 일몰 (1990년)
- 악몽의 크레이지 호스 (1989년)
- 롭스터맨 (1989년)
- KGB 미녀 작전 (1989년)
- 왁스웍 (1988년)
- 3시 15분 (1986년)
- 나의 사랑 쇼우퍼 (1986년)
- 죽음의 만우절 (1986년) - 머피/버피 세인트 존 역
- 끝없는 추적 (1984년)
- 밸리 걸 (1983년)
- 후커와 로마노 (1982년)
- 스톤의 추적 (1974년)